# Saison 2024-2025 du Racing Club de Strasbourg Alsace
Dernière mise à jour : 23 avril 2025.
Chronologie
Saison précédente Saison suivante
La saison 2024-2025 du Racing Club de Strasbourg Alsace est la soixante-quatrième saison du club alsacien en championnat de France de Ligue 1, plus haut niveau hiérarchique du football français, depuis sa création en 1932. Elle marque la huitième saison consécutive en première division.
L'équipe est dirigée par Liam Rosenior, en poste depuis 2 juillet 2024.

## Avant-saison

### Genèse de la saison
La saison 2023-2024 s'est soldée par une quinzième place au classement de Ligue 1, avec un total de 45 points, loin des ambitions de la saison, marquée par des hauts et des bas. L'équipe, dirigée par Patrick Vieira en début de saison, a montré de belles performances offensives, mais a souffert de lacunes défensives. Ces difficultés ont conduit à la mise en place d'une nouvelle stratégie de jeu au fil de la saison, avec un jeu plus pragmatique et une solidité défensive retrouvée.
À la fin de la saison 2023-2024, après une série de matchs sans victoire, l'entraîneur Patrick Vieira a quitté ses fonctions en avril 2024. Le club a donc opté pour un changement à la tête de l'équipe en nommant Liam Rosenior comme nouvel entraîneur principal pour la saison 2024-2025, dans le but de redresser la barre et de viser une place plus confortable en Ligue 1.

### Objectifs de la saison 2024-2025
Pour la saison 2024-2025, les ambitions du Racing Club de Strasbourg Alsace sont claires : l'objectif est de stabiliser l'équipe en Ligue 1 et de revenir à un niveau compétitif pour jouer les premières places du milieu de tableau. En parallèle, le club vise à progresser en Coupe de France, avec l'espoir d'aller le plus loin.
Le club a également pour ambition de renouveler l'effectif avec quelques renforts clés, notamment dans le secteur défensif, où l’équipe a montré des signes de faiblesse en 2023-2024. Les dirigeants ont donc mis l'accent sur des joueurs d'expérience pour renforcer la solidité de la défense tout en maintenant un jeu offensif dynamique, avec des jeunes talents qui pourraient émerger sous la direction de Liam Rosenior.

### Pré-saison 2024
La préparation d'avant-saison a commencé le 24 juin 2024 avec la reprise de l’entraînement au Racing Soprema Parc. Ce premier stage a permis à Liam Rosenior de poser les bases de sa philosophie de jeu, qui inclut un pressing haut et une défense solidaire. La priorité était de renforcer la cohésion du groupe et d’inculquer des bases tactiques solides.
Du 3 au 14 juillet 2024, une partie de l'équipe a effectué un stage intensif en Autriche, à Windischgarsten, afin de se préparer physiquement et tactiquement à la saison à venir. Ce stage a été l'occasion de disputer plusieurs matchs amicaux pour évaluer le niveau de l'équipe et apporter des ajustements à la tactique.
Le programme des matchs amicaux de la pré-saison était le suivant :
- 4 juillet 2024 : Racing Club de Strasbourg Alsace - FC Bayern Munich II (3-1)
- 9 juillet 2024 : Racing Club de Strasbourg Alsace - Club de Bruges (1-0)
- 13 juillet 2024 : Racing Club de Strasbourg Alsace - Fenerbahçe SK (2-2)
- 27 juillet 2024 : Karlsruher SC - Racing Club de Strasbourg Alsace (0-1)
- 3 août 2024 : Racing Club de Strasbourg Alsace - SC Fribourg (1-2)
- 10 août 2024 : Borussia Mönchengladbach - Racing Club de Strasbourg Alsace (3-2)

Ces rencontres ont permis au nouvel entraîneur d’essayer différentes formations et de donner du temps de jeu aux nouvelles recrues.
Le mois d'août 2024 marquera le début officiel de la saison avec la reprise du championnat de Ligue 1, où l'objectif principal du Racing Club de Strasbourg sera de démarrer sur de bonnes bases pour assurer une place en première division pour la saison suivante et pourquoi pas viser une qualification européenne à moyen terme.

## Première moitié de saison

### Classement
| Rang | Équipe               | Pts | J  | G  | N | P  | Bp | Bc | Diff | Qualification ou relégation                                                     |
| ---- | -------------------- | --- | -- | -- | - | -- | -- | -- | ---- | ------------------------------------------------------------------------------- |
| 4    | OGC Nice             | 57  | 33 | 16 | 9 | 8  | 60 | 41 | +19  | Qualification pour le troisième tour de qualification de la Ligue des champions |
| 5    | LOSC Lille           | 57  | 33 | 16 | 9 | 8  | 50 | 35 | +15  | Qualification pour la phase de ligue de la Ligue Europa                         |
| 6    | RC Strasbourg Alsace | 57  | 33 | 16 | 9 | 8  | 54 | 41 | +13  | Qualification pour les barrages de la Ligue Conférence                          |
| 7    | Olympique lyonnais   | 54  | 33 | 16 | 6 | 11 | 63 | 46 | +17  |                                                                                 |
| 8    | Stade brestois 29    | 50  | 33 | 15 | 5 | 13 | 52 | 53 | −1   |                                                                                 |

## Parcours en Coupe de France

### 32e de finale: RC Calais 0-3 Strasbourg
| 32e de finale        | RC Calais | 0 - 3   | RC Strasbourg                     | Stade Julien Denis, Calais                                                 |                                                                            |
| 6 janvier 2025 15:00 |           | (0 - 2) | 15e Perea · 30e Mara · 75e Nanasi | Spectateurs : 4 500 Diffuseur : beIN Sports Arbitrage : Stéphanie Frappart | Spectateurs : 4 500 Diffuseur : beIN Sports Arbitrage : Stéphanie Frappart |

### 16e de finale: ES Thaon 2-2 Strasbourg (3-5 t.a.b.)
| 16e de finale         | ES Thaon              | 2 - 2 (3 - 5 t.a.b.) | RC Strasbourg        | Stade Robert Sayer, Thaon-les-Vosges                                             |                                                                                  |
| 21 janvier 2025 18:30 | 22e Colin · 68e Leroy | (1 - 1)              | 35e Perea · 80e Mara | Spectateurs : 3 200 Diffuseur : France 3 / beIN Sports Arbitrage : Benoît Millot | Spectateurs : 3 200 Diffuseur : France 3 / beIN Sports Arbitrage : Benoît Millot |
| 21 janvier 2025 18:30 | Dupont 70e            |                      | Doué 60e             | Spectateurs : 3 200 Diffuseur : France 3 / beIN Sports Arbitrage : Benoît Millot | Spectateurs : 3 200 Diffuseur : France 3 / beIN Sports Arbitrage : Benoît Millot |

### 8e de finale: Strasbourg 1-3 Angers SCO
| 8e de finale         | RC Strasbourg | 1 - 3   | Angers SCO                            | Stade de la Meinau, Strasbourg                                                     |                                                                                    |
| 7 février 2025 20:45 | 25e Nanasi    | (1 - 1) | 40e Diony · 65e Abdelli · 85e Capelle | Spectateurs : 25 000 Diffuseur : France 3 / beIN Sports Arbitrage : Clément Turpin | Spectateurs : 25 000 Diffuseur : France 3 / beIN Sports Arbitrage : Clément Turpin |
| 7 février 2025 20:45 | Guilbert 70e  |         | Mendy 75e                             | Spectateurs : 25 000 Diffuseur : France 3 / beIN Sports Arbitrage : Clément Turpin | Spectateurs : 25 000 Diffuseur : France 3 / beIN Sports Arbitrage : Clément Turpin |

## Effectif professionnel actuel
Le tableau suivant présente l'effectif professionnel du club pour la saison 2024-2025.